# Équipe de Côte d'Ivoire de football à la Coupe du monde 2010
Cet article relate le parcours de l’Équipe de Côte d'Ivoire de football lors de la Coupe du monde de football 2010 organisée en Afrique du Sud du 11 juin au 11 juillet 2010.

## Effectif
La liste des joueurs ivoiriens retenus pour disputer l'épreuve est dévoilée. Sélections arrêtées, le 1er juin 2010.
| Numéro / Nom       | Numéro / Nom             | Équipe            | Sél. (but)      | Date de naissance | J.              |                 |                 |                 |                 |
| Gardiens de but    | Gardiens de but          | Gardiens de but   | Gardiens de but | Gardiens de but   | Gardiens de but | Gardiens de but | Gardiens de but | Gardiens de but | Gardiens de but |
| ------------------ | ------------------------ | ----------------- | --------------- | ----------------- | --------------- | --------------- | --------------- | --------------- | --------------- |
| 1                  | Boubacar Barry Copa      | KSC Lokeren       | 45 (0)          | 30 décembre 1979  | 3               | 0               | 0               | 0               | 0               |
| 16                 | Aristide Zogbo           | Maccabi Netanya   | 6 (0)           | 30 décembre 1981  | 0               | 0               | 0               | 0               | 0               |
| 23                 | Daniel Yeboah            | ASEC Mimosas      | 4 (0)           | 13 novembre 1984  | 0               | 0               | 0               | 0               | 0               |
| Défenseurs         |                          |                   |                 |                   |                 |                 |                 |                 |                 |
| 2                  | Benjamin Brou Angoua     | Valenciennes FC   | 7 (1)           | 28 novembre 1986  | 0               | 0               | 0               | 0               | 0               |
| 3                  | Arthur Boka              | VfB Stuttgart     | 54 (1)          | 2 avril 1983      | 1               | 0               | 0               | 0               | 0               |
| 4                  | Kolo Touré               | Manchester City   | 81 (3)          | 19 mars 1981      | 3               | 0               | 0               | 0               | 0               |
| 6                  | Steve Gohouri            | Wigan Athletic FC | 8 (3)           | 8 février 1981    | 0               | 0               | 0               | 0               | 0               |
| 17                 | Siaka Tiéné              | Valenciennes FC   | 57 (2)          | 22 février 1982   | 2               | 0               | 1               | 0               | 0               |
| 20                 | Guy Demel                | Hambourg SV       | 25 (0)          | 13 juin 1981      | 2               | 0               | 1               | 0               | 0               |
| 21                 | Emmanuel Eboué           | Arsenal FC        | 42 (1)          | 4 juin 1983       | 3               | 0               | 0               | 0               | 0               |
| 22                 | Souleymane Bamba         | Hibernian FC      | 16 (2)          | 13 janvier 1985   | 0               | 0               | 0               | 0               | 0               |
| Milieux de terrain |                          |                   |                 |                   |                 |                 |                 |                 |                 |
| 5                  | Didier Zokora            | FC Séville        | 86 (1)          | 14 décembre 1980  | 3               | 0               | 1               | 0               | 0               |
| 9                  | Cheik Ismael Tioté       | Twente Enschede   | 10 (0)          | 21 juin 1986      | 3               | 0               | 1               | 0               | 0               |
| 12                 | Jean Jacques Gosso       | AS Monaco         | 4 (0)           | 15 mars 1983      | 0               | 0               | 0               | 0               | 0               |
| 13                 | Romaric N'Dri Koffi      | FC Séville        | 29 (2)          | 4 juin 1983       | 3               | 1               | 0               | 0               | 0               |
| 14                 | Emmanuel Kouamatien Koné | CFR Cluj          | 12 (0)          | 31 décembre 1986  | 0               | 0               | 0               | 0               | 0               |
| 19                 | Yaya Touré               | FC Barcelone      | 50 (5)          | 13 mai 1983       | 3               | 1               | 0               | 0               | 0               |
| Attaquants         |                          |                   |                 |                   |                 |                 |                 |                 |                 |
| 7                  | Seydou Doumbia           | Young Boys Berne  | 7 (1)           | 31 décembre 1987  | 1               | 0               | 0               | 0               | 0               |
| 8                  | Salomon Kalou            | Chelsea FC        | 32 (10)         | 5 août 1985       | 3               | 0               | 0               | 0               | 0               |
| 10                 | Gervinho                 | Lille OSC         | 16 (3)          | 27 mai 1987       | 3               | 0               | 0               | 0               | 0               |
| 11                 | Didier Drogba            | Chelsea FC        | 68 (41)         | 11 mars 1978      | 3               | 1               | 0               | 0               | 0               |
| 15                 | Aruna Dindane            | Portsmouth FC     | 58 (18)         | 26 novembre 1980  | 3               | 0               | 0               | 0               | 0               |
| 18                 | Kader Keita              | Galatasaray SK    | 55 (11)         | 6 août 1981       | 3               | 0               | 1               | 0               | 0               |
| Sélectionneur      |                          |                   |                 |                   |                 |                 |                 |                 |                 |
|                    | Sven-Göran Eriksson      |                   |                 | 5 février 1948    |                 |                 |                 |                 |                 |

 = capitaine --  Gardien de butDéfenseurMilieu de terrainAttaquantSélectionneur

## Qualifications
Un nouvel entraîneur est nommé le 12 mai 2008 en la personne de Vahid Halilhodžić, qui a pour mission de qualifier le pays pour la CAN 2010 et la Coupe du monde en Afrique du Sud. Le 15 octobre 2009, grâce à un match nul concédé face à l'équipe de Malawi, la Côte d'Ivoire se qualifie pour la Coupe du monde 2010. La "Selephanto" surclasse ses adversaires dans cette phase des éliminatoires, en infligeant de lourdes défaites notamment deux cinglants 5-0 face au Malawi en match aller et au Burkina Faso en match retour à Abidjan. Elle bat le Burkina Faso devant son public (2-3) et se qualifie pour la CAN 2010 et la Coupe du monde 2010

### 2etour
Groupe 7 :
| Rang | Équipe        | Pts | J | G | N | P | Bp | Bc | Diff |  | Résultats (▼ dom., ► ext.) |     |     |     |     |
| ---- | ------------- | --- | - | - | - | - | -- | -- | ---- |  | -------------------------- | --- | --- | --- | --- |
| 1    | Côte d'Ivoire | 12  | 6 | 3 | 3 | 0 | 10 | 2  | +8   |  | Côte d'Ivoire              |     | 1-0 | 3-0 | 4-0 |
| 2    | Mozambique    | 8   | 6 | 2 | 2 | 2 | 7  | 5  | +2   |  | Mozambique                 | 1-1 |     | 3-0 | 1-2 |
| 3    | Madagascar    | 6   | 6 | 1 | 3 | 2 | 2  | 7  | -5   |  | Madagascar                 | 0-0 | 1-1 |     | 1-0 |
| 4    | Botswana      | 5   | 6 | 1 | 2 | 3 | 3  | 8  | -5   |  | Botswana                   | 1-1 | 0-1 | 0-0 |     |

### 3etour
Groupe E :
| Rang | Équipe        | Pts | J | G | N | P | Bp | Bc | Diff |  | Résultats (▼ dom., ► ext.) |     |     |     |     |
| ---- | ------------- | --- | - | - | - | - | -- | -- | ---- |  | -------------------------- | --- | --- | --- | --- |
| 1    | Côte d'Ivoire | 16  | 6 | 5 | 1 | 0 | 19 | 4  | +15  |  | Côte d'Ivoire              |     | 5-0 | 5-0 | 3-0 |
| 2    | Burkina Faso  | 12  | 6 | 4 | 0 | 2 | 10 | 11 | -1   |  | Burkina Faso               | 2-3 |     | 1-0 | 4-2 |
| 3    | Malawi        | 4   | 6 | 1 | 1 | 4 | 4  | 11 | -7   |  | Malawi                     | 1-1 | 0-1 |     | 2-1 |
| 4    | Guinée        | 3   | 6 | 1 | 0 | 5 | 7  | 14 | -7   |  | Guinée                     | 1-2 | 1-2 | 2-1 |     |

## Coupe du monde

### 1ertour- groupe G
| Rang | Équipe        | Pts | J | G | N | P | Bp | Bc | Diff |
| ---- | ------------- | --- | - | - | - | - | -- | -- | ---- |
| 1    | Brésil        | 7   | 3 | 2 | 1 | 0 | 5  | 2  | +3   |
| 2    | Portugal      | 5   | 3 | 1 | 2 | 0 | 7  | 0  | +7   |
| 3    | Côte d'Ivoire | 4   | 3 | 1 | 1 | 1 | 4  | 3  | +1   |
| 4    | Corée du Nord | 0   | 3 | 0 | 0 | 3 | 1  | 12 | -11  |

#### Côte d'Ivoire - Portugal
| 15 juin 2010                              | Côte d'Ivoire | 0 – 0   | Portugal | Nelson Mandela Bay Stadium, Port Elizabeth       |                                                  |
| 16:00 (UTC+2) · Historique des rencontres |               | (0 – 0) |          | Spectateurs : 37 034 Arbitrage : Jorge Larrionda | Spectateurs : 37 034 Arbitrage : Jorge Larrionda |
| 16:00 (UTC+2) · Historique des rencontres | Rapport       |         |          | Spectateurs : 37 034 Arbitrage : Jorge Larrionda | Spectateurs : 37 034 Arbitrage : Jorge Larrionda |

| Côte d'Ivoire | Portugal |

| Côte d'Ivoire       |    |                          |  |     |     |
|                     |    |                          |  |     |     |
| G                   | 1  | Boubacar Barry Copa      |  |     |     |
| D                   | 4  | Kolo Touré               |  |     |     |
| M                   | 5  | Didier Zokora            |  |     | 7e  |
| A                   | 8  | Salomon Kalou            |  | 66e |     |
| M                   | 9  | Cheik Ismael Tioté       |  |     |     |
| A                   | 10 | Gervinho                 |  | 82e |     |
| A                   | 15 | Aruna Dindane            |  |     |     |
| D                   | 17 | Siaka Tiéné              |  |     |     |
| M                   | 19 | Yaya Touré               |  |     |     |
| D                   | 20 | Guy Demel                |  |     | 21e |
| D                   | 21 | Emmanuel Eboué           |  | 89e |     |
| Remplaçants :       |    |                          |  |     |     |
| G                   | 16 | Aristide Zogbo           |  |     |     |
| G                   | 23 | Daniel Yeboah            |  |     |     |
| D                   | 2  | Benjamin Brou Angoua     |  |     |     |
| D                   | 3  | Arthur Boka              |  |     |     |
| D                   | 6  | Steve Gohouri            |  |     |     |
| A                   | 7  | Seydou Doumbia           |  |     |     |
| A                   | 11 | Didier Drogba            |  | 66e |     |
| M                   | 12 | Jean Jacques Gosso       |  |     |     |
| M                   | 13 | Romaric N'Dri Koffi      |  | 89e |     |
| M                   | 14 | Emmanuel Kouamatien Koné |  |     |     |
| A                   | 18 | Kader Keita              |  | 82e |     |
| D                   | 22 | Souleymane Bamba         |  |     |     |
| Sélectionneur :     |    |                          |  |     |     |
| Sven-Göran Eriksson |    |                          |  |     |     |

| Portugal        |    |                   |  |     |     |
|                 |    |                   |  |     |     |
| G               | 1  | Eduardo           |  |     |     |
| D               | 2  | Bruno Alves       |  |     |     |
| D               | 3  | Paulo Ferreira    |  |     |     |
| D               | 6  | Ricardo Carvalho  |  |     |     |
| A               | 7  | Cristiano Ronaldo |  |     | 21e |
| M               | 8  | Pedro Mendes      |  |     |     |
| A               | 9  | Liédson           |  |     |     |
| A               | 10 | Danny             |  | 55e |     |
| M               | 16 | Raul Meireles     |  | 85e |     |
| M               | 20 | Deco              |  | 62e |     |
| D               | 23 | Fábio Coentrão    |  |     |     |
| Remplaçants :   |    |                   |  |     |     |
| G               | 12 | Daniel Fernandes  |  |     |     |
| G               | 22 | Beto              |  |     |     |
| D               | 4  | Rolando           |  |     |     |
| D               | 5  | Duda              |  |     |     |
| A               | 11 | Simão             |  | 55e |     |
| D               | 13 | Miguel            |  |     |     |
| M               | 14 | Miguel Veloso     |  |     |     |
| D               | 15 | Pepe              |  |     |     |
| M               | 17 | Rúben Amorim      |  | 85e |     |
| A               | 18 | Hugo Almeida      |  |     |     |
| M               | 19 | Tiago             |  | 62e |     |
| D               | 21 | Ricardo Costa     |  |     |     |
| Sélectionneur : |    |                   |  |     |     |
| Carlos Queiroz  |    |                   |  |     |     |

| Assistants : Pablo Fandino Mauricio Espinosa Quatrième arbitre : Martin Vazquez Cinquième arbitre : Miguel Nievas Homme du match : Cristiano Ronaldo |

#### Brésil - Côte d'Ivoire
| 20 juin 2010 | Brésil | 3–1   | Côte d'Ivoire |             |             |
|              |        | (1–0) |               | Arbitrage : | Arbitrage : |

#### Corée du Nord - Côte d'Ivoire
| 25 juin 2010 | Corée du Nord | 0–3   | Côte d'Ivoire |             |             |
|              |               | (0–2) |               | Arbitrage : | Arbitrage : |